# Гренада на летних Олимпийских играх 2016
Гренада на летних Олимпийских играх 2016 года была представлена 7 спортсменами в 2 видах спорта. Знаменосцем сборной Гренады на церемонии открытия Игр стал единственный в истории страны олимпийский призёр чемпион Игр в Лондоне чемпион мира 2011 года легкоатлет Кирани Джеймс, а на церемонии закрытия — легкоатлет Линдон Виктор, ставший 16-м в десятиборье. По итогам соревнований Кирани Джеймс завоевал серебряную медаль в беге на 400 метров, что позволило сборной Гренады занять 69-е место в неофициальном медальном зачёте.

## Медали
| Серебро |               |                                              |            |
| №       | Спортсмены    | Вид спорта (дисциплина)                      | Дата       |
| 1       | Кирани Джеймс | Лёгкая атлетика (бег на 400 метров, мужчины) | 14 августа |

## Состав сборной
Лёгкая атлетика
- Квота 1
- Квота 2

 Плавание
1. Кори Оливьер
2. Ореолува Черебин

## Результаты соревнований

### Водные виды спорта

#### Плавание
В следующий раунд на каждой дистанции проходят спортсмены, показавшие лучший результат, независимо от места, занятого в своём заплыве.
Мужчины
| Дистанция          | Спортсмены   | Предварительный раунд | Предварительный раунд | Предварительный раунд | Полуфинал            | Полуфинал            | Полуфинал            | Финал                | Финал                |
| Дистанция          | Спортсмены   | Заплыв                | Результат             | Место                 | Заплыв               | Результат            | Место                | Результат            | Место                |
| ------------------ | ------------ | --------------------- | --------------------- | --------------------- | -------------------- | -------------------- | -------------------- | -------------------- | -------------------- |
| 100 метров брассом | Кори Оливьер | 1                     | 1:08,68               | 46                    | Завершил выступление | Завершил выступление | Завершил выступление | Завершил выступление | Завершил выступление |

Женщины
| Дистанция              | Спортсмены       | Предварительный раунд | Предварительный раунд | Предварительный раунд | Полуфинал             | Полуфинал             | Полуфинал             | Финал                 | Финал                 |
| Дистанция              | Спортсмены       | Заплыв                | Результат             | Место                 | Заплыв                | Результат             | Место                 | Результат             | Место                 |
| ---------------------- | ---------------- | --------------------- | --------------------- | --------------------- | --------------------- | --------------------- | --------------------- | --------------------- | --------------------- |
| 100 метров баттерфляем | Ореолува Черебин | 1                     | 1:10,40               | 41                    | Завершила выступление | Завершила выступление | Завершила выступление | Завершила выступление | Завершила выступление |

### Лёгкая атлетика
Мужчины
Беговые дисциплины
| Дисциплина        | Спортсмен | Предварительный раунд | Предварительный раунд | Предварительный раунд | Четвертьфиналы | Четвертьфиналы | Четвертьфиналы | Полуфиналы | Полуфиналы | Полуфиналы | Финал | Финал |
| Дисциплина        | Спортсмен | Забег                 | Время                 | Место                 | Забег          | Время          | Место          | Забег      | Время      | Место      | Время | Место |
| ----------------- | --------- | --------------------- | --------------------- | --------------------- | -------------- | -------------- | -------------- | ---------- | ---------- | ---------- | ----- | ----- |
| бег на 400 метров |           |                       |                       |                       | Не проводится  | Не проводится  | Не проводится  |            |            |            |       |       |

Многоборье
| Дисциплина  | Спортсмен | Параметр  | 100 м | длина | ядро | высота | 400 м | 110 м с/б | диск | шест | копьё | 1500 м | Всего очков | Итоговое место |
| ----------- | --------- | --------- | ----- | ----- | ---- | ------ | ----- | --------- | ---- | ---- | ----- | ------ | ----------- | -------------- |
| десятиборье |           | Результат |       |       |      |        |       |           |      |      |       |        |             |                |
| десятиборье | Очки      |           |       |       |      |        |       |           |      |      |       |        |             |                |
| десятиборье | Место     |           |       |       |      |        |       |           |      |      |       |        |             |                |